# Лан (град, Франция)
Вижте пояснителната страница за други значения на Лан.
Лан (на френски: Laon), среща се и като Лаон, е град, столица (префектура) на департамент Ен, регион О дьо Франс, Франция.
Населението на града е 25 193 жители, по данни от 1 януари 2016 г. В него се намира прочутата катедрала Нотр Дам от Лан (Notre-Dame de Laon).
През първата половина на 8 век тук граф е Хериберт от Лаон, баща на Бертрада от Лаон, майка на Карл Велики.

## Известни личности
Родени в Лан
- Балдуин I (? – 879), граф на Фландрия
- Лотар (941 – 986), крал
- Луи IV (920 – 954), крал
- Жан Серюрие (1742 – 1819), офицер

Починали в Лан
- Адалберон Лаонски (? – 1030), епископ
- Аделаида от Фриули (850 – 901), кралица
- Жан Боден (1529 – 1596), философ
- Лотар (941 – 986), крал
- Мартин от Лаон (819 – 875), историк